# Zosterops superciliosus
Zosterops superciliosus là một loài chim trong họ Zosteropidae.